# Seznam silničních tunelů v Česku

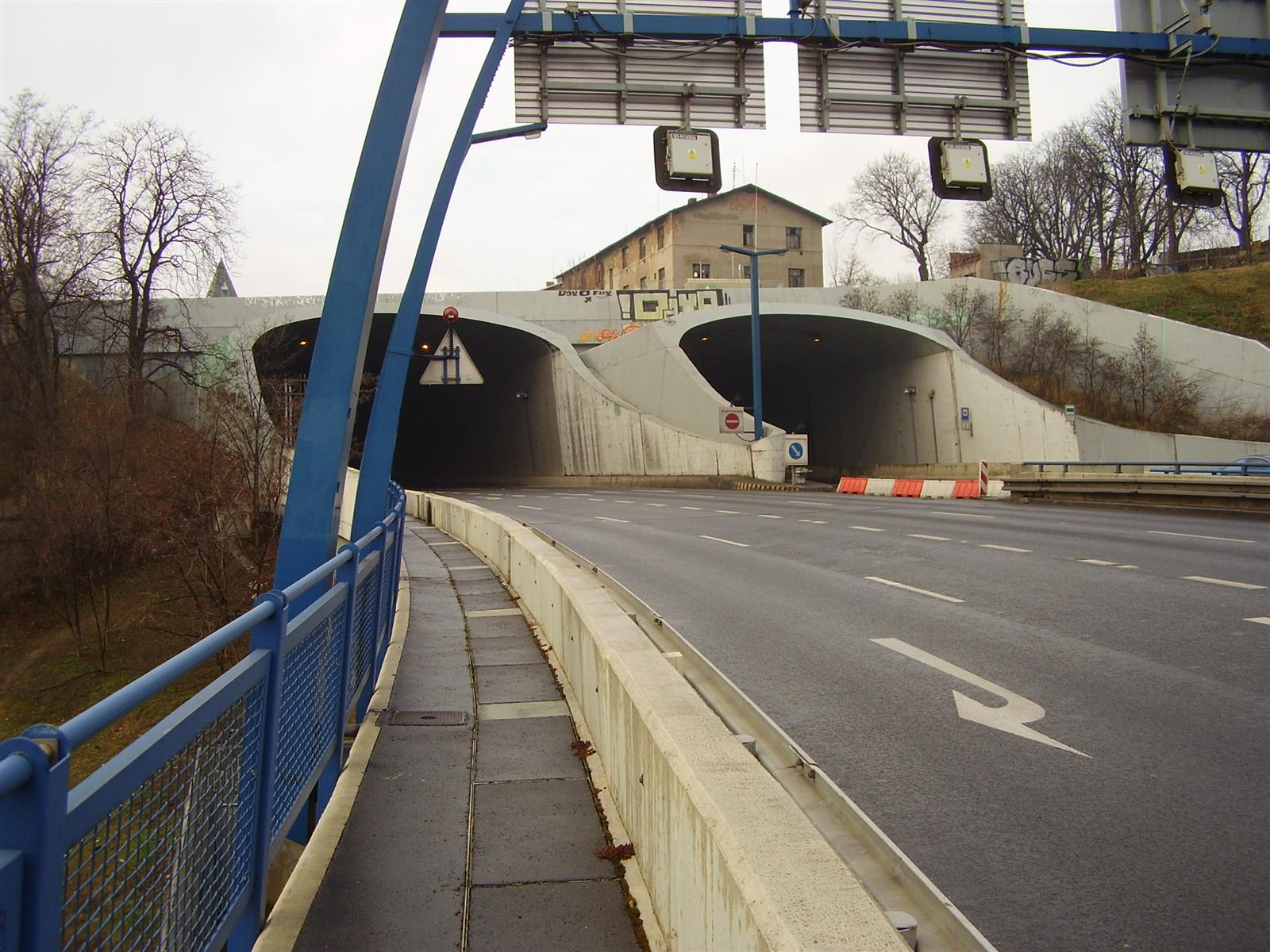
Jižní portál Strahovského tunelu v Praze

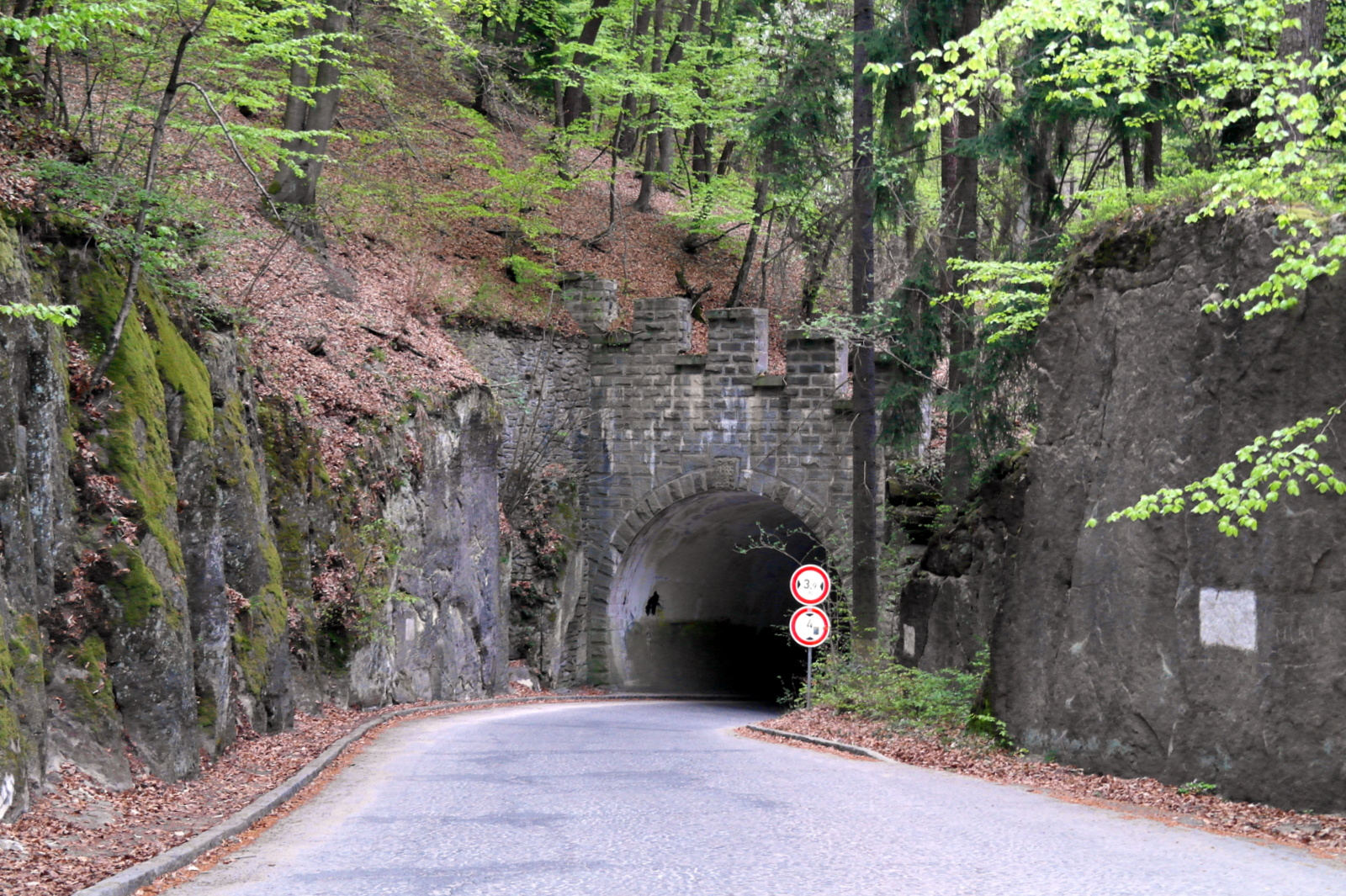
Kokořínský tunel

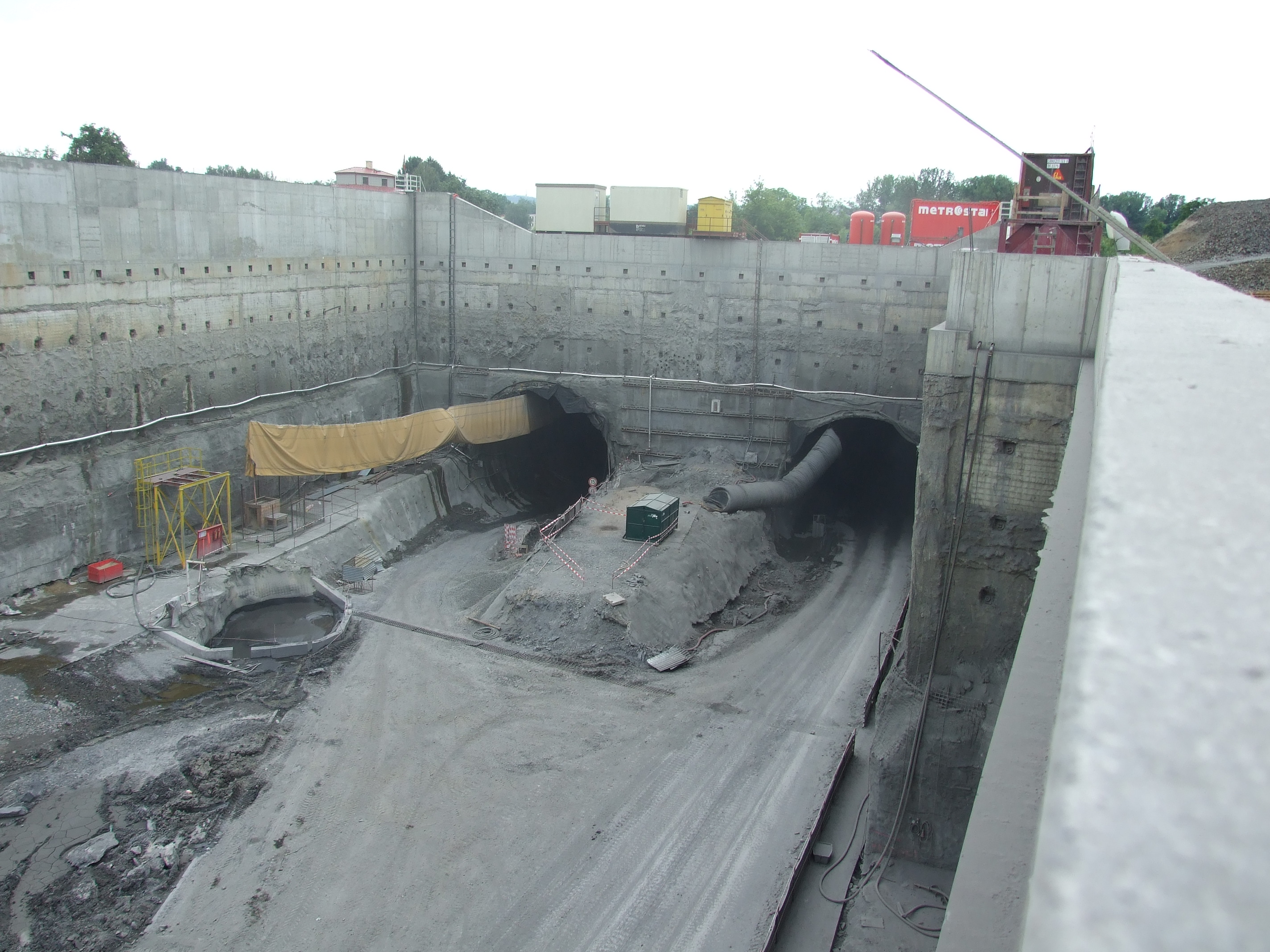
Severní portál tunelového komplexu Blanka během výstavby

Silniční tunely v Česku tvoří pouze zlomek délky pozemních komunikací v tomto státě. První a velmi krátké silniční tunely byly v českých zemích postaveny počátkem 20. století a za první republiky. I v dalších desetiletích vznikaly pouze ojedinělé stavby tohoto typu. Teprve na konci 20. století začalo být budováno větší množství tunelů, kterými jsou vedeny dálnice či jiné kapacitní nebo městské komunikace.
Nejstarším tunelem v Česku je Vyšehradský tunel v Praze z roku 1904, nejmladším pak tunel Pohůrka na dálnici D3 který byl zprovozněn v roce 2024. Nejkratším tunelem je čtyřmetrová Pekařova brána, nejdelším pak Bubenečský tunel v Praze o délce 3091 m, který je součástí tunelového komplexu Blanka (5502 m).

## Seznam tunelů
Seznam tunelů je seřazen podle délky od nejdelšího po nejkratší. Kurzívou jsou označeny tunely ve výstavbě.
| Název tunelu    | Délka [m]         | Tubusy | Zahájení provozu                        | Komunikace                         | Úsek/umístění                                            |
| --------------- | ----------------- | ------ | --------------------------------------- | ---------------------------------- | -------------------------------------------------------- |
| Bubenečský      | 3091              | 2      | 19. září 2015                           | Městský okruh                      | Praha-Střešovice – Praha-Troja (tunelový komplex Blanka) |
| Panenská        | 2168 (L) 2116 (P) | 2      | 21. prosince 2006                       | dálnice D8                         | Trmice – státní hranice Česko/Německo                    |
| Strahovský      | 2004              | 2      | 3. prosince 1997                        | Městský okruh                      | Praha-Smíchov – Praha-Střešovice                         |
| Komořanský      | 1937 (L) 1924 (P) | 2      | 20. září 2010                           | dálnice D0 (Pražský okruh)         | Vestec – Praha-Lahovice                                  |
| Lochkovský      | 1658              | 2      | 20. září 2010                           | dálnice D0 (Pražský okruh)         | Praha-Lahovice – Praha-Slivenec                          |
| Brusnický       | 1405              | 2      | 19. září 2015                           | Městský okruh                      | Praha-Střešovice – Praha-Troja (tunelový komplex Blanka) |
| Mrázovka        | 1298 (L) 1264 (P) | 2      | 26. srpna 2004                          | Městský okruh                      | Praha-Smíchov – Praha-Zlíchov                            |
| Královopolský   | 1258 (P) 1237 (L) | 2      | 31. srpna 2012                          | silnice I/42 – Velký městský okruh | Brno-Královo Pole – Brno-Žabovřesky                      |
| Klimkovice      | 1088 (L) 1076 (P) | 2      | 6. května 2008                          | dálnice D1                         | Bílovec – Ostrava-Rudná                                  |
| Dejvický        | 1007              | 2      | 19. září 2015                           | Městský okruh                      | Praha-Střešovice – Praha-Troja (tunelový komplex Blanka) |
| Pohůrka         | 1000              | 2      | 21. prosince 2024                       | dálnice D3                         | Úsilné – České Budějovice                                |
| Radejčín        | 620 (P) 600 (L)   | 2      | 17. prosince 2016                       | dálnice D8                         | Lovosice – Řehlovice                                     |
| Husovický       | 585 (L) 578 (P)   | 2      | 18. prosince 1998                       | silnice I/42 – Velký městský okruh | Brno-Černá Pole – Brno-Husovice                          |
| Poříčí          | 576 (P) 540 (L)   | 2      | předpoklad 2028                         | dálnice D11                        | Střítež – Poříčí                                         |
| Homole          | 569 (P) 525 (L)   | 2      | předpoklad 2026                         | dálnice D35                        | Ostrov – Vysoké Mýto                                     |
| Libouchec       | 520 (P) 504 (L)   | 2      | 21. prosince 2006                       | dálnice D8                         | Trmice – státní hranice Česko/Německo                    |
| Pisárecký       | 512 (L) 497 (P)   | 2      | 28. listopadu 1997 (L) 8. září 1998 (P) | silnice I/23 – Pražská radiála     | Brno-Pisárky – Brno-Nový Lískovec                        |
| Opevnění        | 492               | 2      | předpoklad 2028                         | dálnice D11                        | Poříčí – Královec                                        |
| Letenský        | 423               | 1      | 26. září 1953                           | městská komunikace v Praze         | Praha-Letná                                              |
| Na Vysoké       | 394               | 2      | předpoklad 2027                         | dálnice D0                         | Říčany – Modletice                                       |
| Valík           | 390 (P) 380 (L)   | 2      | 26. října 2006                          | dálnice D5                         | Plzeň-Černice – Útušice                                  |
| Dolní Radechová | 363               | 1      | předpoklad 2028                         | silnice I/33                       | Dolní Radechová – Běloves                                |
| Hřebeč          | 354               | 1      | 14. listopadu 1997                      | silnice I/35                       | Svitavy – Moravská Třebová                               |
| Těšnovský       | 350               | 2      | 1. října 1980                           | městská komunikace v Praze         | Praha-Nové Město                                         |
| Hlinky          | 312               | 1      | 28. června 2007                         | silnice I/42 – Velký městský okruh | Brno-Pisárky                                             |
| Jihlavský       | 310               | 1      | 1. července 2004                        | silnice I/38                       | Jihlava                                                  |
| Liberecký       | 280 (P) 240 (L)   | 2      | 3. srpna 1993                           | silnice I/35                       | Liberec                                                  |
| Prackovice      | 270 (L) 260 (P)   | 2      | 17. prosinec 2016                       | dálnice D8                         | Lovosice – Řehlovice                                     |
| Stránov         | 270               | 1      | předpoklad 2027                         | silnice I/16                       | Jizerní Vtelno                                           |
| Dubeč           | 232               | 2      | předpoklad 2027                         | dálnice D0                         | Dubeč – Říčany                                           |
| Lysůvky         | 160               | 2      | 13. prosince 2012                       | dálnice D48                        | Rychaltice – Frýdek-Místek                               |
| Zlíchovský      | 152               | 2      | 28. října 2002                          | Městský okruh                      | Praha-Zlíchov                                            |
| Prchalov        | 150               | 1      | 15. prosince 2020                       | silnice I/58                       | Příbor – Skotnice                                        |
| Kramolna        | 100               | 1      | předpoklad 2028                         | silnice I/33                       | Vysokov – Dolní Radechová                                |
| Bohuslavický    | 55                | 1      | říjen 1996                              | ulice Ke Skládce                   | Trutnov-Bohuslavice                                      |
| Sečský          | 41                | 1      | 1937                                    | silnice II/343                     | Seč – Proseč                                             |
| Vyšehradský     | 34                | 1      | 11. prosince 1904                       | městská komunikace v Praze         | Praha-Vyšehrad                                           |
| Kokořínský      | 24                | 1      | 6. června 1937                          | silnice III/2733                   | Kokořín                                                  |
| Pekařova brána  | 4                 | 1      | 1914                                    | silnice III/27926                  | Libošovice – Lažany                                      |